# 最低限所得保障
最低限所得保障（さいていげんしょとくほしょう、英：Guaranteed minimum income）は、「全ての個人にベーシックニーズを満たす一定額の所得を給付する」制度・構想である。
主なものとして
- ベーシックインカム (Basic Income)
- 負の所得税 (Negative Income Tax)
- 参加所得 (Participation Income)
- 社会配当（英語版） (Social Dividend)
- 障害年金 (Disability Pension)
- 最低保障年金

などが存在する。それぞれの中身は給付に課される条件においてそれぞれ大きく異なる。